# Selección de fútbol de Fiyi
La selección de fútbol de Fiyi es el equipo representativo del país en las competiciones oficiales. Su organización está a cargo de la Asociación de Fútbol de Fiyi, perteneciente a la OFC y la FIFA.
Se coronó campeón de la Copa Melanesia en cinco oportunidades, mientras que fue medalla de oro en los Juegos del Pacífico dos veces y de plata en cuatro ocasiones. En la Copa de las Naciones de la OFC, su mayor logro fue alcanzar el tercer puesto en las ediciones de 1998 y 2008.

## Historia

### Inicios y falta de éxitos (1951-1987)
El primer partido que disputó la selección fiyiana fue un amistoso ante Nueva Zelanda. En el marco de una gira por Oceanía, los Kiwis visitaron Suva el 7 de octubre de 1951 y se quedaron con el encuentro tras ganar 6-4. El año siguiente Fiyi volvió a enfrentarse a la escuadra neozelandesa en una serie de amistosos.
Tras varios años de inactividad, en 1963 el elenco afrontó los primeros Juegos del Pacífico Sur, de los cuales era anfitrión. Tras derrotar a Papúa Nueva Guinea y a las Islas Salomón, cayó en la final ante Nueva Caledonia por 8-2 y se quedó con la medalla de plata. Tras ausentarse en la segunda edición, perdió el partido por el tercer puesto contra Papúa Nueva Guinea por 2-1 en el marco de los Juegos de 1969 y no logró obtener presea alguna.
En 1973 disputó la primera Copa de Oceanía, el torneo precursor de la Copa de las Naciones de la OFC. Fue derrotado 5-1 por Nueva Zelanda, 2-0 por Nueva Caledonia, 2-1 por las Nuevas Hébridas y 4-0 por Tahití, finalizando en el último lugar de la competición. Volvería a protagonizar un torneo continental recién en Suva 1979 alcanzó la final del torneo pero volvió a quedarse con la medalla plateado al perder el encuentro decisivo ante Tahití 3-0, hecho que se repetiría en la siguiente edición, esta vez cayendo por 1-0. Entre medio, en la Copa de Oceanía 1980, luego de haber conseguido el segundo puesto del grupo compartido con la selección tahitiana, Nueva Zelanda y las Islas Salomón, perdió con Nueva Caledonia en el encuentro por el tercer lugar; mientras que en 1981 se convirtió en la primera selección del Pacífico en disputar la fase eliminatoria para la Copa Mundial. En el camino a España 1982, fue goleada por Nueva Zelanda por 13-0, lo que fue el resultado más abultado en un partido de clasificación mundialista hasta 2001.

### Consagración como potencia continental (1988-2003)
En 1988 conquistó la primera edición de la Copa Melanesia, lo que repitió en 1989. Entre medio de ambos torneos logró vencer 1-0 a Australia, la potencia de la región, en el marco de las eliminatorias a Italia 1990, aunque luego los australianos vencerían 5-1 en la vuelta, eliminando así a Fiyi de sus aspiraciones mundialistas. Más adelante coronó uno de sus mejores momentos al vencer por penales a las Islas Salomón en la final de Puerto Moresby 1991 y obtener finalmente la medalla dorada. En 1992 volvió a imponerse en el torneo melanesio y en 1995 ganó la presea de bronce al ubicarse en tercer lugar en los Juegos del Pacífico Sur de ese año.
Volvió a lograr el título en la Copa Melanesia en 1998 y con esto, la clasificación a la Copa de las Naciones de la OFC. Allí, se ubicó segundo en el grupo compartido con Australia y las Islas Cook y tras perder con Nueva Zelanda en la semifinal, batió a Tahití en el encuentro por el tercer lugar. A pesar de ganar la Copa Melanesia 2000, no disputó el torneo continental de ese año por el golpe de Estado que azotaba al país.
En la Copa de las Naciones de la OFC 2002 fue superado por Vanuatu y Nueva Zelanda en la fase de grupos y, por ende, eliminado. Sin embargo, un año después Fiyi se resarció al conquistar los Juegos del Pacífico Sur 2003, de los cuales fue organizador, al derrotar 2-0 a Nueva Caledonia en la final.

### Declive posterior a los títulos (2004-)
Se ubicó cuarto entre las seis selecciones que afrontaron el torneo oceánico de 2004 con una victoria y un empate en cinco partidos. Tras conseguir la medalla plateada en Apia 2007 al verse superado por el combinado neocaledonio en la final, obtuvo el tercer puesto en la Copa de las Naciones de la OFC 2008 al ganarle en la última jornada al campeón del certamen, Nueva Zelanda, por 2-0.
En 2011 cortó una racha de seis participaciones consecutivas en los Juegos del Pacífico consiguiendo medallas al perder el partido por el tercer puesto ante Tahití 2-1. En 2012 fue eliminado en la fase de grupos en la Copa de las Naciones de la OFC luego de empatar con las Islas Salomón y Papúa Nueva Guinea y perder ante Nueva Zelanda. Tuvo una participación similar en la edición 2016, en la que tras derrotar a Vanuatu, pero perder contra los seleccionados neozelandés y salomonense, volvió a ser eliminado en primera ronda.

## Uniformes anteriores
| 1961 Local | 1979 Local | 1983 Local | 1983 Visita | 1988 Local | 1998 Away | 2000 Local | 2000 Visita |

| 2004 Local | 2004 Visita | 2007 Visita | 2012 Local | 2016 Local | 2016 Visita |

Fuentes:

## Últimos partidos y próximos encuentros
Actualizado al último partido jugado el 21 de marzo de 2025
| Fecha      | Ciudad         | Local              | Resultado | Visitante           | Competición                     |
| ---------- | -------------- | ------------------ | --------- | ------------------- | ------------------------------- |
| 16-06-2024 | Suva           | Fiyi               | 5:1       | P. N. Guinea        | Copa de Naciones OFC 2024       |
| 19-06-2024 | Suva           | Fiyi               | 9:1       | Samoa               | Copa de Naciones OFC 2024       |
| 22-06-2024 | Suva           | Fiyi               | 1:0       | Tahití              | Copa de Naciones OFC 2024       |
| 27-06-2024 | Port Vila      | Vanuatu            | 2:1       | Fiyi                | Copa de Naciones OFC 2024       |
| 30-06-2024 | Port Vila      | Tahití             | 2:1       | Fiyi                | Copa de Naciones OFC 2024       |
| 02-09-2024 | Suva           | Fiyi               | 1:0       | Islas Salomón       | Partido amistoso                |
| 07-09-2024 | Suva           | Fiyi               | 1:1       | Hong Kong           | Partido amistoso                |
| 10-10-2024 | Suva           | Fiyi               | 1:0       | Islas Salomón       | Clasificación Copa Mundial 2026 |
| 13-11-2024 | Puerto Moresby | Papúa Nueva Guinea | 3:3       | Fiyi                | Clasificación Copa Mundial 2026 |
| 17-11-2024 | Puerto Moresby | Nueva Caledonia    | 1:1       | Fiyi                | Clasificación Copa Mundial 2026 |
| 12-12-2024 | Honiara        | Fiyi               | 1:1       | Vanuatu             | MSG Prime Minister's Cup 2024   |
| 15-12-2024 | Honiara        | Vanuatu            | 1:1       | Papúa Nueva Guinea  | MSG Prime Minister's Cup 2024   |
| 18-12-2024 | Honiara        | Fiyi               | 3:0       | Islas Salomón (U23) | MSG Prime Minister's Cup 2024   |
| 21-12-2024 | Honiara        | Islas Salomón      | 1:3       | Fiyi                | MSG Prime Minister's Cup 2024   |
| 21-03-2025 | Wellington     | Nueva Zelanda      | 7:0       | Fiyi                | Clasificación Copa Mundial 2026 |

## Jugadores
Uno de los jugadores más destacados que vistió la camiseta es Esala Masi. Ostenta el récord de ser el jugador con más participaciones, además de que tuvo una exitosa carrera en la ya extinta National Soccer League australiana y fue nominado como Jugador Mundial de la FIFA en 2003. Disputó dos ediciones de la Copa de las Naciones de la OFC, en 1998 y 2002, en las cuales logró convertir tres goles. Fue además el goleador de Suva 2003. El máximo goleador es Osea Vakatalesau. Con 12 goles fue el mayor artillero, junto con Moumouni Dagano de Burkina Faso, de las eliminatorias para el Mundial de Sudáfrica 2010. Otros jugadores destacados han sido Roy Krishna, Pita Bolatoga, Alvin Singh, Malakai Tiwa, Avinesh Suwamy y Simione Tamanisau.

### Última convocatoria
| 1  | Mohammed Alam          | Portero        | 25 años | Nasinu             |  |  |
| 20 | Simione Tamanisau      | Portero        | 43 años | Suva               |  |  |
| 22 | Beniaminio Mateinaqara | Portero        | 37 años | Lautoka            |  |  |
| 3  | Kavaia Rawaqa          | Defensa        | 34 años | Lautoka            |  |  |
| 4  | Josateki Tamudu        | Defensa        | 34 años | Rewa               |  |  |
| 10 | Nicholas Prasad        | Defensa        | 29 años | New York Cosmos    |  |  |
| 12 | Kiahan Sami            | Defensa        | 25 años | Ba                 |  |  |
| 15 | Ame Votoniu            | Defensa        | 39 años | Nadi               |  |  |
| 18 | Laisenia Raura         | Defensa        | 34 años | Suva               |  |  |
| 23 | Kolinio Sivoki         | Defensa        | 30 años | Lautoka            |  |  |
| 24 | Dave Radrigai          | Defensa        | 35 años | Lautoka            |  |  |
| 2  | Meli Codro             | Centrocampista | 39 años | Suva               |  |  |
| 6  | Zibraaz Sahib          | Centrocampista | 35 años | Lautoka            |  |  |
| 13 | Malakai Rakula         | Centrocampista | 33 años | Ba                 |  |  |
| 17 | Patrick Joseph         | Centrocampista | 27 años | Nadi               |  |  |
| 19 | Peni Tuigulagula       | Centrocampista | 26 años | Nadi               |  |  |
| 21 | Marika Rawasoi         | Centrocampista | 27 años | Tavua              |  |  |
| 5  | Rusiate Matarerega     | Delantera      | 32 años | Nadi               |  |  |
| 7  | Samuela Drudru         | Delantera      | 36 años | Lautoka            |  |  |
| 9  | Roy Krishna            | Delantera      | 37 años | Wellington Phoenix |  |  |
| 11 | Tito Vodowaqa          | Delantera      | 26 años | Nadi               |  |  |
| 14 | Epeli Saukuru          | Delantera      | 36 años | Suva               |  |  |
| 16 | Ratu Dau               | Delantera      | 25 años | Ba                 |  |  |
| DT | Robert Sherman         | Entrenador     | 65 años |                    |  |  |

## Entrenadores
- S.M. Singh (1961–1981)[10]
  -  Moti Musadilal (1977)[11]
- Moti Musadilal (1979)
- Wally Hughes (1981–1982)[12][13]
- Rudi Gutendorf (1983)[14]
- Billy Singh (1985)[15]
- Michael Thoman (1986)[15]
- Rudi Gutendorf (1987)[14]
- Billy Singh (1988)[15][16]
- Billy Singh (1992)[17]
- Danny McLennan (1993–1995)[13]
- S.M. Singh (1997)[17]
- Billy Singh (1998)[18]
- S.M. Singh (2001)[19]
- Billy Singh (2002)[20]
- Les Scheinflug (2003)[21]
- Tony Buesnel (2003–2004)[21][22][23]
- Lee Sterrey (2005–2006)[13][24]
- Juan Carlos Buzzetti (2006–2009))[13][25][26]
- Yogendra Dutt (2010)[27]
- Gurjit Singh (2011)[28]
- Juan Carlos Buzzetti (2011–2015)[29]
- Lee Sterrey (2013–?)[30]
- Frank Farina (2015–2016)[31]
- Christophe Gamel (2016–2019)[32][33]
- Flemming Serritslev (2020–2022)
- Robert Sherman (2023-presente)

## Estadísticas

### Copa Mundial de Fútbol
| Copa Mundial de Fútbol | Copa Mundial de Fútbol  | Copa Mundial de Fútbol  | Copa Mundial de Fútbol  | Copa Mundial de Fútbol  | Copa Mundial de Fútbol  | Copa Mundial de Fútbol  | Copa Mundial de Fútbol  |
| Año                    | Ronda                   | J                       | G                       | E                       | P                       | GF                      | GC                      |
| ---------------------- | ----------------------- | ----------------------- | ----------------------- | ----------------------- | ----------------------- | ----------------------- | ----------------------- |
| 1930 - 1950            | No existía la selección | No existía la selección | No existía la selección | No existía la selección | No existía la selección | No existía la selección | No existía la selección |
| 1954 - 1978            | No participó            | No participó            | No participó            | No participó            | No participó            | No participó            | No participó            |
| 1982                   | No clasificó            | No clasificó            | No clasificó            | No clasificó            | No clasificó            | No clasificó            | No clasificó            |
| 1986                   | No participó            | No participó            | No participó            | No participó            | No participó            | No participó            | No participó            |
| 1990                   | No clasificó            | No clasificó            | No clasificó            | No clasificó            | No clasificó            | No clasificó            | No clasificó            |
| 1994                   | No clasificó            | No clasificó            | No clasificó            | No clasificó            | No clasificó            | No clasificó            | No clasificó            |
| 1998                   | No clasificó            | No clasificó            | No clasificó            | No clasificó            | No clasificó            | No clasificó            | No clasificó            |
| 2002                   | No clasificó            | No clasificó            | No clasificó            | No clasificó            | No clasificó            | No clasificó            | No clasificó            |
| 2006                   | No clasificó            | No clasificó            | No clasificó            | No clasificó            | No clasificó            | No clasificó            | No clasificó            |
| 2010                   | No clasificó            | No clasificó            | No clasificó            | No clasificó            | No clasificó            | No clasificó            | No clasificó            |
| 2014                   | No clasificó            | No clasificó            | No clasificó            | No clasificó            | No clasificó            | No clasificó            | No clasificó            |
| 2018                   | No clasificó            | No clasificó            | No clasificó            | No clasificó            | No clasificó            | No clasificó            | No clasificó            |
| 2022                   | No clasificó            | No clasificó            | No clasificó            | No clasificó            | No clasificó            | No clasificó            | No clasificó            |
| 2026                   | No clasificó            | No clasificó            | No clasificó            | No clasificó            | No clasificó            | No clasificó            | No clasificó            |
| 2030                   | Por disputarse          | Por disputarse          | Por disputarse          | Por disputarse          | Por disputarse          | Por disputarse          | Por disputarse          |
| 2034                   | Por disputarse          | Por disputarse          | Por disputarse          | Por disputarse          | Por disputarse          | Por disputarse          | Por disputarse          |
| Total                  | 0/23                    | -                       | -                       | -                       | -                       | -                       | -                       |

### Copa de las Naciones de la OFC
| Copa de las Naciones de la OFC | Copa de las Naciones de la OFC | Copa de las Naciones de la OFC | Copa de las Naciones de la OFC | Copa de las Naciones de la OFC | Copa de las Naciones de la OFC | Copa de las Naciones de la OFC | Copa de las Naciones de la OFC |
| Año                            | Ronda                          | J                              | G                              | E                              | P                              | GF                             | GC                             |
| ------------------------------ | ------------------------------ | ------------------------------ | ------------------------------ | ------------------------------ | ------------------------------ | ------------------------------ | ------------------------------ |
| 1973                           | Primera ronda                  | 4                              | 0                              | 0                              | 4                              | 2                              | 13                             |
| 1980                           | Cuarto lugar                   | 4                              | 2                              | 0                              | 2                              | 2                              | 11                             |
| 1996                           | No clasificó                   | No clasificó                   | No clasificó                   | No clasificó                   | No clasificó                   | No clasificó                   | No clasificó                   |
| 1998                           | Tercer lugar                   | 4                              | 2                              | 0                              | 2                              | 8                              | 6                              |
| 2000                           | Se retiró                      | Se retiró                      | Se retiró                      | Se retiró                      | Se retiró                      | Se retiró                      | Se retiró                      |
| 2002                           | Primera ronda                  | 3                              | 1                              | 0                              | 2                              | 2                              | 10                             |
| 2004                           | Primera ronda                  | 5                              | 1                              | 1                              | 3                              | 3                              | 10                             |
| 2008                           | Tercer lugar                   | 6                              | 2                              | 1                              | 3                              | 8                              | 11                             |
| 2012                           | Primera ronda                  | 3                              | 0                              | 2                              | 1                              | 1                              | 2                              |
| 2016                           | Primera ronda                  | 3                              | 1                              | 0                              | 2                              | 4                              | 6                              |
| 2020                           | Cancelado                      | Cancelado                      | Cancelado                      | Cancelado                      | Cancelado                      | Cancelado                      | Cancelado                      |
| 2024                           | Cuarto lugar                   | 5                              | 3                              | 0                              | 2                              | 17                             | 6                              |
| Total                          | 9/11                           | 37                             | 12                             | 4                              | 21                             | 47                             | 75                             |

## Otros torneos

### Fútbol en los Juegos del Pacífico
| Fútbol en los Juegos del Pacífico | Fútbol en los Juegos del Pacífico | Fútbol en los Juegos del Pacífico | Fútbol en los Juegos del Pacífico | Fútbol en los Juegos del Pacífico | Fútbol en los Juegos del Pacífico | Fútbol en los Juegos del Pacífico | Fútbol en los Juegos del Pacífico |
| Año                               | Ronda                             | J                                 | G                                 | E                                 | P                                 | GF                                | GC                                |
| --------------------------------- | --------------------------------- | --------------------------------- | --------------------------------- | --------------------------------- | --------------------------------- | --------------------------------- | --------------------------------- |
| 1963                              | Subcampeón                        | 3                                 | 2                                 | 0                                 | 1                                 | 11                                | 9                                 |
| 1966                              | No participó                      | No participó                      | No participó                      | No participó                      | No participó                      | No participó                      | No participó                      |
| 1969                              | Cuarto lugar                      | 6                                 | 2                                 | 1                                 | 3                                 | 13                                | 20                                |
| 1971                              | Quinto lugar                      | 3                                 | 1                                 | 0                                 | 2                                 | 20                                | 12                                |
| 1975                              | Cuarto lugar                      | 4                                 | 1                                 | 0                                 | 3                                 | 14                                | 7                                 |
| 1979                              | Subcampeón                        | 5                                 | 3                                 | 1                                 | 1                                 | 31                                | 12                                |
| 1983                              | Subcampeón                        | 6                                 | 5                                 | 0                                 | 1                                 | 26                                | 4                                 |
| 1987                              | No participó                      | No participó                      | No participó                      | No participó                      | No participó                      | No participó                      | No participó                      |
| 1991                              | Campeón                           | 5                                 | 4                                 | 1                                 | 0                                 | 24                                | 5                                 |
| 1995                              | Tercer lugar                      | 5                                 | 3                                 | 2                                 | 0                                 | 19                                | 6                                 |
| 2003                              | Campeón                           | 6                                 | 5                                 | 1                                 | 0                                 | 22                                | 2                                 |
| 2007                              | Subcampeón                        | 6                                 | 4                                 | 1                                 | 1                                 | 28                                | 2                                 |
| 2011                              | Cuarto lugar                      | 6                                 | 5                                 | 0                                 | 1                                 | 20                                | 5                                 |
| 2015                              | Disputado por selecciones sub-23  | Disputado por selecciones sub-23  | Disputado por selecciones sub-23  | Disputado por selecciones sub-23  | Disputado por selecciones sub-23  | Disputado por selecciones sub-23  | Disputado por selecciones sub-23  |
| 2019                              | Tercer lugar                      | 6                                 | 3                                 | 2                                 | 1                                 | 26                                | 8                                 |
| 2023                              | Tercer lugar                      | 4                                 | 2                                 | 1                                 | 1                                 | 14                                | 4                                 |
| Total                             | 13/16                             | 65                                | 40                                | 10                                | 15                                | 268                               | 96                                |

### Copa Melanesia
| Copa Melanesia | Copa Melanesia | Copa Melanesia | Copa Melanesia | Copa Melanesia | Copa Melanesia | Copa Melanesia | Copa Melanesia |
| Año            | Ronda          | J              | G              | E              | P              | GF             | GC             |
| -------------- | -------------- | -------------- | -------------- | -------------- | -------------- | -------------- | -------------- |
| 1988           | Campeón        | 4              | 4              | 0              | 0              | 14             | 4              |
| 1989           | Campeón        | 4              | 3              | 1              | 0              | 7              | 2              |
| 1990           | Tercer lugar   | 4              | 1              | 3              | 0              | 2              | 1              |
| 1992           | Campeón        | 3              | 2              | 1              | 0              | 6              | 3              |
| 1994           | Subcampeón     | 4              | 3              | 0              | 1              | 8              | 4              |
| 1998           | Campeón        | 4              | 3              | 1              | 0              | 8              | 2              |
| 2000           | Campeón        | 4              | 3              | 1              | 0              | 13             | 4              |
| 2022           | Tercer lugar   | 4              | 2              | 1              | 1              | 4              | 3              |
| 2023           | No participó   | No participó   | No participó   | No participó   | No participó   | No participó   | No participó   |
| 2024           | Subcampeón     | 4              | 2              | 2              | 0              | 8              | 3              |
| Total          | 9/10           | 35             | 23             | 10             | 2              | 70             | 26             |

## Récord ante otras selecciones
Actualizado al 21 de marzo de 2025.
| Rival                  | PJ  | PG  | PE | PP | GF  | GC  | DIF  |
| ---------------------- | --- | --- | -- | -- | --- | --- | ---- |
| Australia              | 9   | 2   | 0  | 7  | 8   | 38  | –30  |
| China                  | 1   | 0   | 0  | 1  | 1   | 4   | –3   |
| China Taipéi           | 2   | 1   | 1  | 0  | 2   | 1   | +1   |
| Estonia                | 1   | 0   | 0  | 1  | 0   | 2   | –2   |
| Filipinas              | 1   | 0   | 0  | 1  | 2   | 3   | –1   |
| Guam                   | 4   | 4   | 0  | 0  | 45  | 1   | +44  |
| Hong Kong              | 1   | 0   | 1  | 0  | 1   | 1   | 0    |
| India                  | 2   | 2   | 0  | 0  | 3   | 1   | +2   |
| Indonesia              | 2   | 0   | 2  | 0  | 3   | 3   | 0    |
| Islas Cook             | 4   | 4   | 0  | 0  | 26  | 2   | +24  |
| Islas Marianas         | 1   | 1   | 0  | 0  | 10  | 0   | +10  |
| Islas Salomón          | 43  | 20  | 15 | 8  | 79  | 47  | +32  |
| Islas Salomón (Sub-23) | 1   | 1   | 0  | 0  | 3   | 0   | +3   |
| Kiribati               | 3   | 3   | 0  | 0  | 45  | 0   | +45  |
| Malasia                | 5   | 2   | 1  | 2  | 8   | 5   | +3   |
| Mauricio               | 1   | 1   | 0  | 0  | 1   | 0   | +1   |
| México                 | 1   | 0   | 0  | 1  | 0   | 2   | –2   |
| Nueva Caledonia        | 39  | 20  | 7  | 12 | 74  | 68  | +6   |
| Nueva Zelanda          | 40  | 5   | 4  | 31 | 26  | 118 | –94  |
| Papúa Nueva Guinea     | 23  | 12  | 7  | 4  | 44  | 23  | +21  |
| Samoa                  | 6   | 6   | 0  | 0  | 31  | 3   | +28  |
| Samoa Americana        | 4   | 4   | 0  | 0  | 39  | 0   | +39  |
| Singapur               | 1   | 0   | 0  | 1  | 0   | 2   | –2   |
| Tahití                 | 36  | 7   | 10 | 19 | 40  | 65  | –25  |
| Tonga                  | 3   | 3   | 0  | 0  | 17  | 1   | +16  |
| Tuvalu                 | 5   | 5   | 0  | 0  | 47  | 1   | +46  |
| Vanuatu                | 38  | 20  | 8  | 10 | 84  | 42  | +42  |
| Wallis y Futuna        | 1   | 1   | 0  | 0  | 5   | 0   | +5   |
| Total                  | 278 | 124 | 56 | 98 | 644 | 433 | +211 |

## Palmarés

#### Competiciones oficiales
- Copa de las Naciones de la OFC:
  -  Tercer lugar (2): 1998 y 2008
  -  Cuarto lugar (2): 1980 y 2024

#### Regionales
- Juegos del Pacífico:
  -   Campeón (2): 1991 y 2003
  -  Subcampeón (4): 1963, 1979, 1983 y 2007
  -  Tercer lugar (3): 1995, 2019 y 2023
  -  Cuarto lugar (3): 1969, 1975 y 2011

- Copa Melanesia:
  -   Campeón (5): 1988, 1989, 1992, 1998 y 2000
  -  Subcampeón (2): 1994 y 2024
  -  Tercer lugar (2): 1990 y 2022